# Jock Mahoney
Pour les articles homonymes, voir Jock et Mahoney.

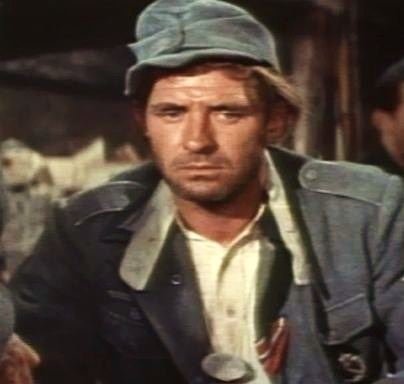
Dans Le Temps d'aimer et le Temps de mourir (1958)

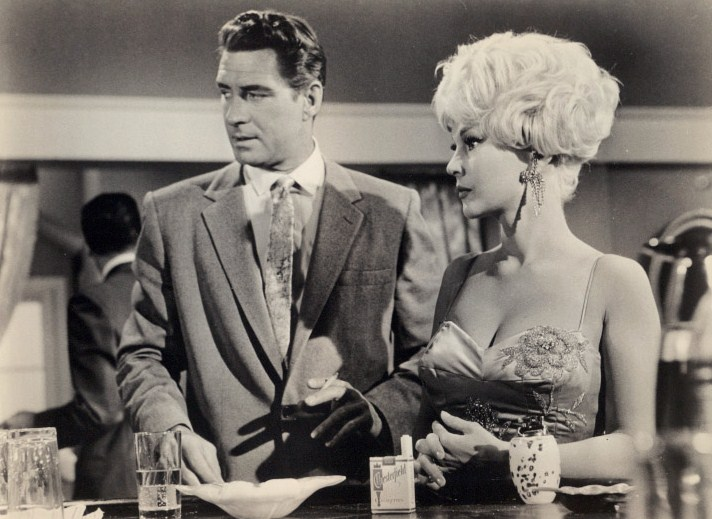
Avec Greta Thyssen, dans Three Blondes in His Life (1961)

Jacques Joseph O'Mahoney — né le 7 février 1919 à Chicago (Illinois), mort le 14 décembre 1989 à Bremerton (État de Washington) —, est un acteur et cascadeur américain, connu comme Jock Mahoney.

## Biographie
D'ascendance française, irlandaise et cherokee, Jock Mahoney est cascadeur sur quatre-vingt-un films américains sortis entre 1946 et 1956, dont Les Aventures de don Juan de Vincent Sherman (1948, comme doublure d'Errol Flynn).
À partir de cette même année 1946, il entame aussi une carrière d'acteur, avec soixante-douze films américains (ou en coproduction), le dernier étant un court métrage sorti en 1980. Mentionnons le western L'Homme du Nevada de Gordon Douglas (1950, où il est également la doublure de Randolph Scott aux cascades), Les Ailes de l'espérance (1956) et Le Temps d'aimer et le Temps de mourir (1958), tous deux réalisés par Douglas Sirk, ou encore le western Bandolero ! d'Andrew V. McLaglen (1968, en outre son quatre-vingt-deuxième et ultime film comme cascadeur).
Fait particulier, Jock Mahoney joue dans trois films ayant pour vedette le personnage de Tarzan ; le premier est le film britannique Tarzan le magnifique de Robert Day (1960), comme second rôle aux côtés de Gordon Scott ; dans les deux films suivants en coproduction, Tarzan aux Indes de John Guillermin (1962), puis Le Défi de Tarzan (en) de Robert Day (1963), il tient cette fois le rôle-titre.
À la télévision, excepté un téléfilm de 1960, il apparaît surtout dans vingt-trois séries américaines. Dans la première de 1951 à 1953, la série-western The Range Rider (en), il tient le rôle-titre au long des soixante-dix-huit épisodes. Suivent notamment Rawhide (deux épisodes, 1960-1961), Tarzan (quatre épisodes comme second rôle, 1966-1967), ou encore Les Rues de San Francisco (deux épisodes, 1974).
Son avant-dernière série est L'Homme qui tombe à pic, avec quatre épisodes diffusés de 1982 à 1984 ; dans le quatrième (Le Roi des cowboys), il tient le rôle de Yancy Derringer, qu'il personnifiait déjà dans la série-western Yancy Derringer (en) en 1958-1959. 
Sa dernière série est L'Homme au katana (en) (un épisode, 1984).

## Filmographie partielle

### Cinéma
Acteur
- 1949 :  Face au châtiment (The Doolins of Oklahoma) de Gordon Douglas : Tulsa Jack Blake
- 1949 : Rim of the Canyon de John English
- 1950 : The Kangaroo Kid de Lesley Selander (film américano-australien) : Tex Kinnane
- 1956 : 24 Heures de terreur (A Day of Fury) d'Harmon Jones : Marshal Alan Burnett
- 1956 : Brisants humains (Away All Boats) de Joseph Pevney : Alvick
- 1957 : Les Ailes de l'espérance (Battle Hymn) de Douglas Sirk : le major Moore
- 1957 : Joe Dakota de Richard Bartlett (en) : Joe Dakota
- 1958 : Le Temps d'aimer et le Temps de mourir (A Time to Love and a Time to Die) de Douglas Sirk : Immerman
- 1958 : L'Héritage de la colère (Money, women and guns) de Richard Bartlett (en) : Ward « Silver » Hogan
- 1958 : Duel dans la Sierra (The Last of the Fast Guns) de George Sherman : Brad Ellison
- 1960 : Tarzan le magnifique (Tarzan the Magnificent) de Robert Day (film britannique) : Coy Banton
- 1961 : Three Blondes in His Life (en) de Leon Chooluck
- 1962 : Tarzan aux Indes (Tarzan Goes to India) de John Guillermin (film américano-britanno-suisse) : Tarzan
- 1963 : Le Défi de Tarzan (en) (Tarzan's Three Challenges) de Robert Day : Tarzan
- 1966 : Une fois avant de mourir (Once Before I Die) de John Derek
- 1968 : Un amour de Coccinelle (The Love Bug) de Robert Stevenson : un pilote
- 1978 : Suicidez-moi docteur (The End) de Burt Reynolds : le vieil homme

Cascadeur
- 1947 : La Belle Esclave (Slave Girl) de Charles Lamont
- 1948 : Ton heure a sonné (Coroner Creek) de Ray Enright (doublure de George Macready)
- 1948 : L'Extravagante Mlle Dee (You Gotta Stay Happy) de H. C. Potter (doublure de Willard Parker)
- 1948 : Les Pillards (The Plunderers) de Joseph Kane (doublure de Rod Cameron)
- 1948 : Les Aventures de don Juan (Adventures of Don Juan) de Vincent Sherman (doublure d'Errol Flynn)
- 1948 : La Ville abandonnée (Yellow Sky) de William A. Wellman (doublure de Gregory Peck)
- 1949 : La Belle Aventurière (The Gal Who Took the West) de Frederick de Cordova
- 1950 : Montana de Ray Enright (doublure d'Errol Flynn)
- 1951 : La Bagarre de Santa Fe (Santa Fe) d'Irving Pichel
- 1981 : Tarzan, l'homme singe (Tarzan, the Ape Man) de John Derek (coordinateur des cascades)

Acteur et cascadeur
- 1950 : L'Homme du Nevada (The Nevadan) de Gordon Douglas : Sandy (+ doublure de Randolph Scott)
- 1956 : 24 Heures de terreur (A Day of Fury) d'Harmon Jones : Marshal Allan Burnett
- 1968 : Bandolero ! d'Andrew V. McLaglen : Nathan Stoner

### Télévision
(séries, sauf mention contraire)
- 1951-1953 : The Range Rider (en)

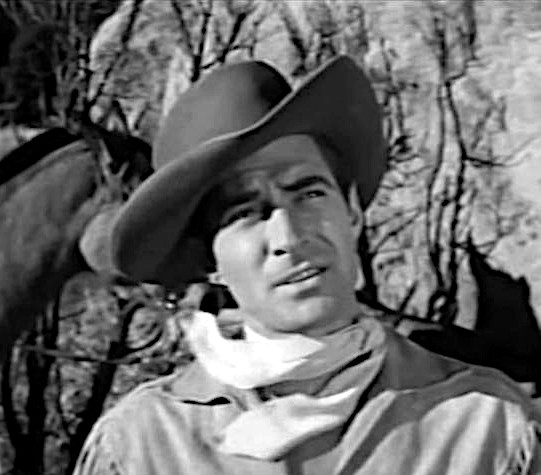
Dans la série The Range Rider (rôle-titre), épisode The Buckskin (1953)

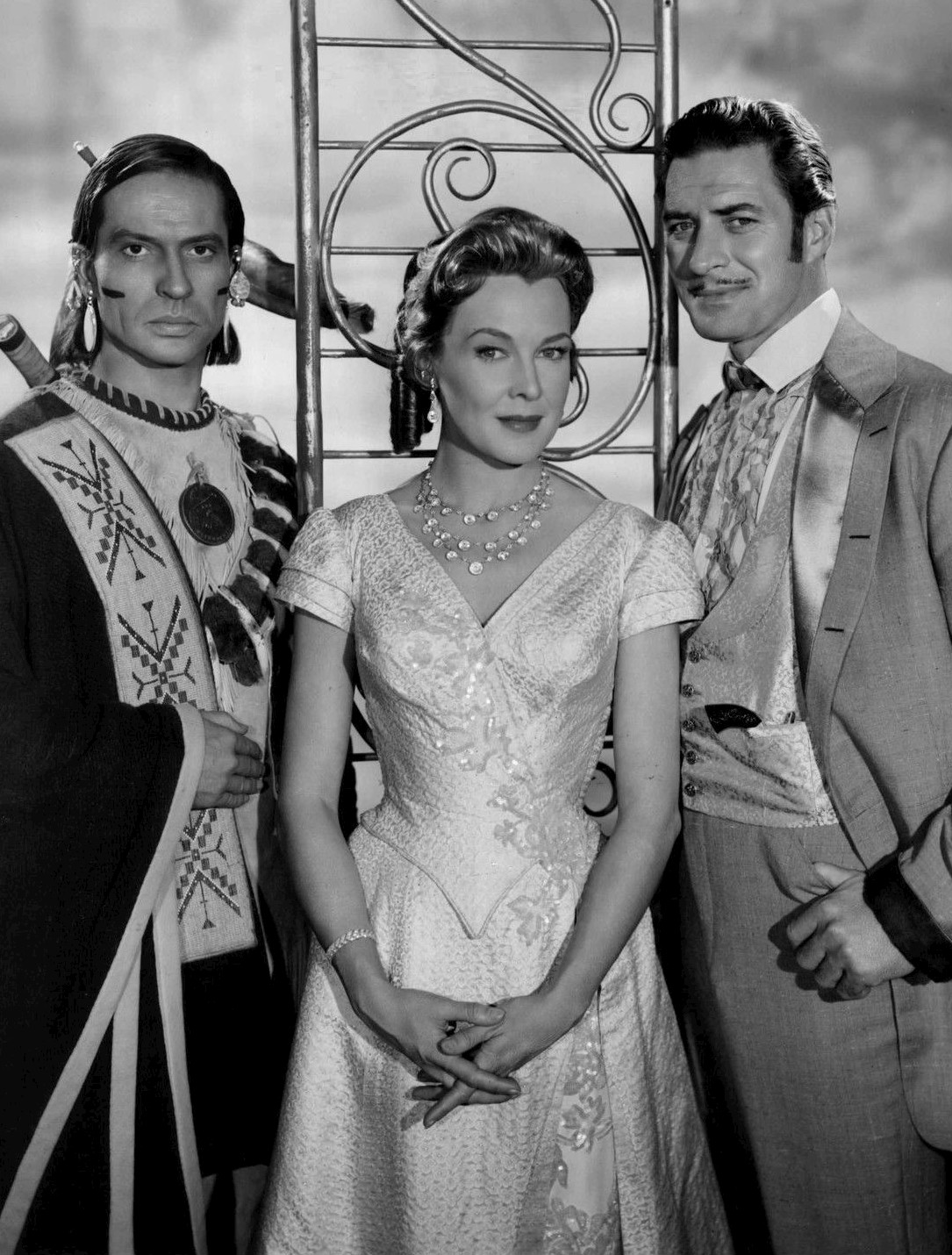
De g. à d. : X Brands, Frances Bergen et Jock Mahoney, dans la série Yancy Derringer (photo promotionnelle, 1959)

  - Saisons 1 à 3, 78 épisodes (intégrale) : rôle-titre
- 1953-1954 : Les Aventuriers du Far West (Death Valley Days)
  - Saison 1, épisode 12 Swamper Ike (1953) de Stuart E. McGowan
  - Saison 2, épisode 14 Husband Pro Tem (1954) de Dorrell McGowan
- 1958 : La Grande Caravane (Wagon Train)
  - Saison 1, épisode 33 The Dan Hogan Story : Dan Hogan
- 1958-1959 : Yancy Derringer (en)
  - Saison unique, 34 épisodes : rôle-titre
- 1960 : 77 Sunset Strip
  - Saison 3, épisode 7 The Laurel Canyon Caper de George Waggner : Barry James
- 1960 : Simon Lash: The Black Book, téléfilm de Sidney Salkow : Simon Lash
- 1960-1961 : Rawhide
  - Saison 2, épisode 19 Le Gaucher (Incident of the Sharpshooter, 1960) de Jesse Hibbs : Vance
  - Saison 3, épisode 23 Le Clairon fantôme (Incident of the Phantom Bugler, 1961) : le capitaine Brian Donahoe
- 1961 : Laramie
  - Saison 2, épisode 15 Man from Kansas de Joseph Kane : Clay Jackson
  - Saison 3, épisode 2 Ladies Day de Lesley Selander : Sam Willet
- 1966-1967 : Tarzan
  - Saison 1, épisode 2 The Ultimate Weapon (1966 - Hoby Wallington) de Paul Stanley, épisodes 8 et 9 The Deadly Silence, Parts I-II (1966 - le colonel) et épisode 23 Mask of Roma (1967 - Chambers) de James Komack
- 1966-1968 : Batman
  - Saison 1, épisode 19 La Femme-chat (The Purr-fect Crime, 1966) et épisode 20 Chat ou Tigre (Better Luck Next Time, 1966) : Leo
  - Saison 3, épisode 23 Une momie très attachante (I'll Be a Mummy's Uncle, 1968) d'Oscar Rudolph : H. L. Hunter
- 1967 : Daniel Boone
  - Saison 4, épisode 13 Secret Code : O'Connor
- 1971 : Hawaï police d'État (Hawaii Five-0)
  - Saison 3, épisodes 23 et 24 Meurtre au stade, 1re et 2e parties (The Grandstand Play, Parts I & II) de Paul Stanley : Coley Bennett
- 1972 : Banacek
  - Saison 1, épisode 2 Escamotage (Let's Hear It for a Living Legend) de Jack Smight : Albert Bates
- 1973 : Kung Fu
  - Saison 2, épisode 10 Les Hiboux (The Hoots) de Robert Totten : Davidson
- 1974 : Les Rues de San Francisco
  - Saison 2, épisode 17 Sans issue (Blockade) de Virgil W. Vogel : M. Morley
  - Saison 3, épisode 1 La Dernière Tentative (One Last Shot) de William Hale : l'officier Mel Shaffer
- 1982 : Simon et Simon (Simon & Simon)
  - Saison 2, épisode 6 La Règle du jeu (Rough Rider Rides Again) de Burt Kennedy : le premier vieil homme au saloon
- 1982-1984 : L'Homme qui tombe à pic (The Fall Guy)
  - Saison 1, épisode 19 Charlie (1982) de Daniel Haller : Gus Flint
  - Saison 2, épisode 3 Colt et ses hors-la-loi, 1re partie (Colt's Outlaws, 1982) de Paul Stanley et épisode 4 Colt et ses hors-la-loi, 2e partie (Colt Breaks Out, 1982) de Daniel Haller : Wild Dan Wilde
  - Saison 3, épisode 19 Le Roi des cowboys (King of the Cowboys, 1984) de Daniel Haller : Yancy Derringer